# CISD2
CISD2‏ (CDGSH iron sulfur domain 2) هوَ بروتين يُشَفر بواسطة جين CISD2 في الإنسان.